# 川野良子
川野 良子（かわの よしこ、1970年6月14日 - ）は、フジテレビのアナウンサー。

## 来歴
神奈川県平塚市出身。神奈川県立平塚江南高等学校、1994年3月、法政大学文学部卒業後の同年4月、ニッポン放送に入社。学生時代は、同大学の自主マスコミ講座に所属していた。また、教職課程を選択していた事もあり、母校の中学に教育実習に赴いて、中学、高校の社会科の教員免許を取得している。
ニッポン放送入社後は制作部アナウンス室に所属し、主にバラエティ番組のリポーターやアシスタントを担当。1996年4月から出演した『加トちゃんのラジオでチャッ!チャッ!チャッ!』の中継コーナーである「小加トちゃんがゆく!」では、パーソナリティの加藤茶が扮装するハゲヅラにちょびヒゲ・メガネ・ステテコの姿に扮装したキャラクター「小加トちゃん」としてリポートを担当した。
2000年3月1日付人事にてスポーツ部に異動。同年3月15日に開催された「ニッポン放送スポーツスペシャルプロ野球オープン戦 ヤクルトスワローズ×読売ジャイアンツ」中継でスポーツアナとしてデビュー。以後、『ニッポン放送ショウアップナイター』のベンチリポーターや結果送り、ナイターオフ期の『ショウアップナイター』関連番組を担当。
2001年11月、フジサンケイグループ合同研修の担当だった、フジテレビのディレクターの男性と結婚。結婚発表時に妊娠中である事も同時に発表し、産休に入る。2002年2月に長男を出産。翌2003年に年子となる次男を出産し、再び産休・育休を経て2004年6月に復帰。
復帰以後は、ミニ番組や夕方のバラエティ番組のアシスタントを担当していた。しかし、ニッポン放送の組織体制変更に伴い、2006年4月にフジテレビに転籍。フジテレビでは定時ニュース読みと番組ナレーションを主に担当し、転籍から半年後迄は契約としてニッポン放送の番組にもレギュラー出演した。その後、アナウンス室デスク担当部長に昇進。ニッポン放送からの転籍者でアナウンサー職を継続している唯一の人物となった。

## 人物
- ニッポン放送時代の先輩で、同局で複数のレギュラー番組を持つ荘口彰久とはフジテレビ『とくダネ!』でも共演、番組の宣伝などで古巣のニッポン放送の番組に出演することがある[10]。
- ラジオ局のアナウンサーだったことから高齢者でも聞き取りやすい通る声をしており、生活感のあるトークや、前述の「小加トちゃん」の様に扮装する仕事も厭わない。『クイズ!脳ベルSHOW』特番では、80年代アイドルの恰好をして歌を披露した[11][12]。

## 出演番組

### フジテレビ転籍以降

#### テレビ
- BSフジNEWS - 2006年4月 - 2007年3月(月、金曜午後担当)、2007年4月 - 2010年3月(金曜午前担当)、2009年4月 - 2011年3月(水曜午後担当)
- FNNレインボー発(水曜：14時担当) - 2009年4月 - 2011年3月
- ポップUP!(木曜：中継コーナー担当) - 2022年10月 - 2022年12月
- クイズ!脳ベルSHOW（BSフジ）※アシスタント - 2015年10月7日 - 
  - 脳ベル ヒットスタジオ

以下ナレーション
- スタ☆メン - 2006年10月 - 2007年3月
- 知りたがり!（月、金曜）
- はじめて記念日 - 2012年4月2日 -
- カスペ!・世界を騒がせた大事件 ニュースの本人直撃SP - 2014年11月11日
- 地上アナログ放送停波後のアナウンス
- 笑っていいとも!（「芸術は偉大だ!あーと驚く美術館」絵画紹介ナレーション）
- 日本語探Qバラエティ クイズ!それマジ!?ニッポン※パイロット版 - 2013年12月22日
- 情報プレゼンター とくダネ!※水、木曜
- プレミアの巣窟※月曜
- 千葉の贈り物〜まごころ配達人〜（ナレーション）※日曜[13] - 2011年4月 - 2012年12月 - 2013年3月、2016年12月 - 2017年4月、2019年9月 -
- めざまし8 ※水曜 - 2021年7月 - 2025年3月
- 週末はウマでしょ! ※金曜 - 2016年4月1日 -
- 皇室ご一家- 2023年6月11日 -
- サン!シャイン ※金曜 - 2025年4月 -

#### Web動画配信
- ニュースのキモ! Afternoon （MC）- 2015年4月1日 - 2016年9月30日

#### ラジオ
以下古巣のニッポン放送の番組
- 福澤朗ラヂオ☆スター（アシスタント） - 2006年4月1日 - 2006年9月30日
- 上柳昌彦 あさぼらけ - 2016年9月30日
- 大橋未歩 金曜ブラボー※BSフジ ウィークエンドインフォメーション - 2018年11月16日
- なな→きゅう（文化放送）※8時代ゲスト - 2020年9月3日

### ニッポン放送時代

#### ラジオ
- 笑顔満開!ひでたけ・よしこの大吉ラジオ - 2005年度
- 川野良子のビジネスショウアップ!
- 加トちゃんのラジオでチャッ!チャッ!チャッ!※「小加トちゃんがゆく!」火、木曜 - 1996年10月1日 - 1998年3月26日
- のってけテリー!渚の青春花吹雪 - 1997年10月 -
- 邦ちゃんサクちゃんのワンダフルりくえすと ヤマダ・マイ・ハウス
- テリーとうえちゃんのってけラジオ（うえやなぎまさひこ休暇時の代理）
- ニッポン放送ショウアップナイター（横浜ベイスターズベンチリポーター）
- SundayスポーツHERO（アシスタント） - 2000年10月15日 - 2001年3月26日
- キャプテン川淵の行こうぜ!オレたちのニッポン（アシスタント） - 2005年1月 - 2005年3月
- 有楽町情報交差点 - 2004年9月 - 2006年3月

#### デジタルラジオ・ウェブ配信
- 川野良子のブロードバンド!ニッポン（LFX mudigi） - 2005年7月24日、8月1日、9月18、19日[14][15]
- ブロードバンド!ニッポンフライデースペシャル 丸の内OL探偵団（LFX mudigi）※田代優美の代理

#### その他

##### ドラマ
- いつかまた逢える 1995年 - ラジオ局のアナウンサー 役（ニッポン放送時代）
- 鍵のかかった部屋 2013年 - ニッポン放送のナレーション 役（フジテレビ）

##### 楽曲
- 「才色兼備フジテレビアナウンサーあっぱれ！才色兼備」 PCCA-1279 1999年2月17日 - 当時フジテレビアナウンサーだった小島奈津子・富永美樹・藤村さおり・佐々木恭子と、当時ニッポン放送アナウンサーだった田代優美・村上まゆ子とのユニット